# Imperia (tỉnh)
Tỉnh Imperia (tiếng Ý: Provincia di Imperia) là một tỉnh đồi núi ở vùng Liguria củaÝ, nằm giữa núi Maritime về phía bắc và Địa Trung Hải về phía nam. Tỉnh lỵ là thành phố Imperia.
Về phía đông là tỉnh Savona còn rìa tây là biên giới với Alpes-Maritimes của Pháp, phía bắc giáp tỉnh Cuneo. Dãy núi phía bắc tỉnh này có nhiều đỉnh cao hơn 1600 m, một số đỉnh nằm ở biên giới với Pháp có độ cao hơn 2000 m. Các dãy đồi chạy xuống bờ biển nhìn chung theo hướng bắc-nam khiến cho tỉnh Imperia là một dải liên tục đồi và thung lũng.